# Gehöft Havelstraße 8 (Havelsee)
Das ehemalige Gehöft in der Adresse Havelstraße 8 in der Stadt Havelsee, im Ortsteil Pritzerbe ist ein unter Denkmalschutz stehendes Wohngebäude mit einem zugehörigen ehemaligen und heute als Wohnhaus und Ladengeschäft ausgebauten Stallgebäude.

## Bauwerk
Es handelt sich bei dem Baudenkmal um ein Wohnhaus, welches traufständig längs zur Havelstraße steht. Giebelständig steht es an der Tiefe Straße. Das Gebäude verfügt über eine Etage und für Wohnzwecke ausgebauten Dachboden. Es verfügt über eine Freitreppe mit fünf Stufen und schmiedeeisernen Geländern. Der Sockel und die Treppe sind aus Klinkern gemauert, wobei die Ziegel des Sockels der Vorderseite des Hauses unverputzt, in der Tiefe Straße grau verputzt sind. Oberhalb des Sockels wurde das Gebäude verputzt und weiß gestrichen. Die geschnitzte Holztür ist zweiflügelig mit einem Oberlicht. Um den Eingang befindet sich eine schmale, leicht zurückgesetzte Fasche, die in brauner Farbe gestrichen wurde. Derartige Faschen finden sich auch um die jeweiligen zwei Fenster rechts und links des Eingangs. Diese Rechteckfenster besitzen hölzerne Läden und aus Klinkern gemauerte Außenfensterbänke. Die Traufe der Vorderseite des Hauses setzt sich als schlichtes Gesims über die Seitenwände des Hauses fort und trennt so das Erd- vom Dachgeschoss. Zur Tiefen Straße befinden sich vier Fenster unterschiedlicher Größe, drei im Dach- und eins im Untergeschoss. Das Fenster im Untergeschoss verfügt über Läden, dem großen Fenster im Dachgeschoss fehlen diese. Man erkennt jedoch, dass dieses Fenster einmal mit Läden versehen war. Die Kloben mit entsprechenden Aussparungen im Mauerwerk sind noch vorhanden. Das Dach besitzt als einzige Auffälligkeit beidseits einen Krüppelwalm. Gedeckt wurde es mit roten Biberschwänzen.
Das ehemalige Stallgebäude links neben dem Wohnhaus ist durch einen gemauerten Torbogen mit dem Haupthaus verbunden. Es steht giebelständig zur Havelstraße. Unter der Traufe erkennt man an der zum Wohnhaus ausgerichteten Seite das Fachwerk, aus dem das Stallgebäude gezimmert wurde. Die Rückseite ist glatt verputzt, fensterlos und ohne sichtbares Fachwerk. Der Stall ist heute als Wohnhaus mit zwei Stockwerken ausgebaut. Im Erdgeschoss befindet sich zur Havelstraße ein kleines Ladengeschäft mit Schaufenster. Über dem Schaufenster erkennt man ein segmentbogiges Fenster der Wohnung des oberen Stockwerks. Das Dach des ehemaligen Stalls ist ein schlichtes Satteldach.